# Ľuboš Kolár
Ľuboš Kolár (* 1. září 1989 v Nitře) je slovenský záložník a bývalý mládežnický reprezentant, od ledna 2017 hráč klubu Podbeskidzie Bielsko-Biała. Mimo Slovensko prošel angažmá v Česku a Polsku.

## Klubová kariéra
Svou fotbalovou kariéru začal v FC Nitra, kde prošel všemi mládežnickými kategoriemi. Za první tým debutoval ve svých 18 letech. V Nitře působil až konec podzimní části ročníku 2012/13, kdy s klubem neprodloužil smlouvu a odešel.

### FC Slovan Liberec
V červenci roku 2013 byl po půl roce bez angažmá na zkoušce v severočeském klubu FC Slovan Liberec, kde nakonec podepsal dvouletou smlouvu s opcí. Ligový debut v dresu severočeského týmu zažil 28. července 2013 v domácím utkání druhého kola Gambrinus ligy proti pražské Slavii, když nastoupil v 88. minutě jako střídající hráč. Slovan toto utkání vyhrál 2:1. První ligové góly zaznamenal 2. března 2014 v utkání s Vysočinou Jihlava, nastoupil na hřiště do druhého poločasu a dvěma brankami v rozmezí 4 minut rozhodl o výhře Liberce 3:2. Za mužstvo odehrál během celého svého působení 24 ligových střetnutí, ve kterých se 2x gólově prosadil.

### TJ Spartak Myjava
V zimním přestupovém období ročníku 2014/15 zamířil na půlroční hostování do týmu TJ Spartak Myjava. Na jaře 2015 nastoupil k 14 ligových zápasům, ve kterých gól nevsítil. V létě 2015 do klubu natrvalo přestoupil. Po přestupu odehrál za Myjavu 48 ligových utkání a vstřelil 8 gólů.

### Podbeskidzie Bielsko-Biała
Poté, co Spartak odhlásil v zimní přestávce sezóny 2016/17 A-tým z 1. slovenské ligy, přestoupil společně se spoluhráčem Petrem Sládkem v lednu 2017 do polského druholigového klubu Podbeskidzie Bielsko-Biała vedeného trenérem Jánem Kocianem.

## Reprezentační kariéra
Kolár je bývalým mládežnickým reprezentantem Slovenska, nastupoval i za výběr do 21 let.